# Bătarci
Bătarci (Batarcs en hongrois, Batartsch en allemand) est une commune roumaine du județ de Satu Mare, dans la région historique de Transylvanie et dans la région de développement du Nord-ouest.

## Géographie
La commune de Bătarci est située dans le nord du județ, à la frontière avec l'Ukraine, dans les Monts Oaș, à 28 -km au nord de Livada et à 50 km au nord-est de Satu Mare, le chef-lieu du județ. Bătarci fait partie de la micro-région du pays Oaș constituée en 2006 autour de la ville de Negrești-Oaș.
La municipalité est composée des quatre villages suivants (population en 2002) :
- Bătarci (2 107), siège de la commune ;
- Comlăușa (836) ;
- Șirlău (330) ;
- Tămășeni (468).

## Histoire
La première mention écrite du village de Bătarci date de 1378 sous le nom hongrois de Batarcs, de même que le village de Comlăușa, cité comme village de peuplement roumain dès cette époque. Le village de Tămșeni est, quant à lui, mentionné dès 1323 sous le nom de warallya.
Divers objets datant de l'Âge du bronze ont été découverts sur le territoire communal : lances, bracelets, anneaux en or.
La commune, qui appartenait au royaume de Hongrie, faisait partie de la principauté de Transylvanie et elle en a donc suivi l'histoire.
Après le compromis de 1867 entre Autrichiens et Hongrois de l'empire d'Autriche, la principauté de Transylvanie disparaît et, en 1876, le royaume de Hongrie est partagé en comitats. Bătarci intègre le comitat de Ugocsa (Ugocsa vármegye) dont le chef-lieu était la ville de Vynohradiv, de nos jours en Ukraine. Entre 1905 et 1910, 58 familles allemandes originaires de Galicie s'installent dans le village. Ces familles, peu intégrées à la vie locale seront expulsées après la Seconde Guerre mondiale vers l'Allemagne, la dernière étant déportée en Union soviétique.
À la fin de la Première Guerre mondiale, l'Empire austro-hongrois disparaît et la commune rejoint le județ de Satu Mare et la Grande Roumanie au traité de Trianon.
En 1940, à la suite du deuxième arbitrage de Vienne, elle est annexée par la Hongrie jusqu'en 1944, période durant laquelle son importante communauté juive est exterminée par les nazis. Elle réintègre la Roumanie après la Seconde Guerre mondiale au traité de Paris en 1947.

## Politique
Le conseil municipal de Bătarci compte 13 sièges de conseillers municipaux. À l'issue des élections municipales de juin 2008, Ion Grigoraș (PSD) a été élu maire de la commune.
| Parti                                      | Nombre de conseillers |
| ------------------------------------------ | --------------------- |
| Parti national libéral (PNL)               | 4                     |
| Parti démocrate-libéral (PD-L)             | 3                     |
| Parti social-démocrate (PSD)               | 3                     |
| Union démocrate magyare de Roumanie (UDMR) | 2                     |
| Parti conservateur                         | 1                     |

## Religions
En 2002, la composition religieuse de la commune était la suivante :
- Chrétiens orthodoxes, 86,63 % ;
- Réformés, 9,78 % ;
- Pentecôtistes, 1,57 %.

## Démographie
En 1910, à l'époque austro-hongroise, la commune comptait 2 056 Roumains (64,25 %), 713 Hongrois (22,28 %), 407 Allemands (12,72 %) et 11 Ukrainiens (0,03 %),.
En 1930, on dénombrait 2 172 Roumains (63,60 %), 558 Hongrois (16,34 %), 391 Juifs (11,45 %), 253 Allemands (7,41 %) et 27 Tsiganes (0,79 %).
En 1956, après la Seconde Guerre mondiale, 3 073 Roumains (82,45 %) côtoyaient 627 Hongrois (16,82 %), 5 Allemands (0,13 %) et 12 juifs (0,32 %).
En 2002, la commune comptait 3 344 Roumains (89,38 %) et 396 Hongrois (10,58 %). On comptait à cette date 1 268 ménages et 1 353 logements.
| 1880  | 1890  | 1900  | 1910  | 1920  | 1930  | 1941  | 1956  | 1966  |
| ----- | ----- | ----- | ----- | ----- | ----- | ----- | ----- | ----- |
| 2 384 | 2 750 | 2 899 | 3 200 | 3 240 | 3 415 | 3 812 | 3 727 | 3 832 |

| 1977  | 1992  | 2002  | 2007  | - | - | - | - | - |
| ----- | ----- | ----- | ----- | - | - | - | - | - |
| 4 082 | 4 058 | 3 741 | 3 853 | - | - | - | - | - |

## Économie
L'économie de la commune repose sur l'agriculture, l'élevage et l'exploitation des forêts. On produit une eau-de-vie de prunes de grande qualité, la palinka, dans le village.

## Communications

### Routes
Bătarci est située sur la route régionale DJ109M qui la relie au nord à Tarna Mare et au sud à la route nationale DN1C (Route européenne 58) qui la met en relation avec l'Ukraine, Livada et Satu Mare.

## Lieux et monuments
- Bătarci, église orthodoxe datant de 1865[11].
- Comlăușa, église orthodoxe construite entre 1872 et 1880[11].

## Jumelages
Moulines (France), dans le département de la Manche.